# Zero Waste Event або Подія з нульовими відходами

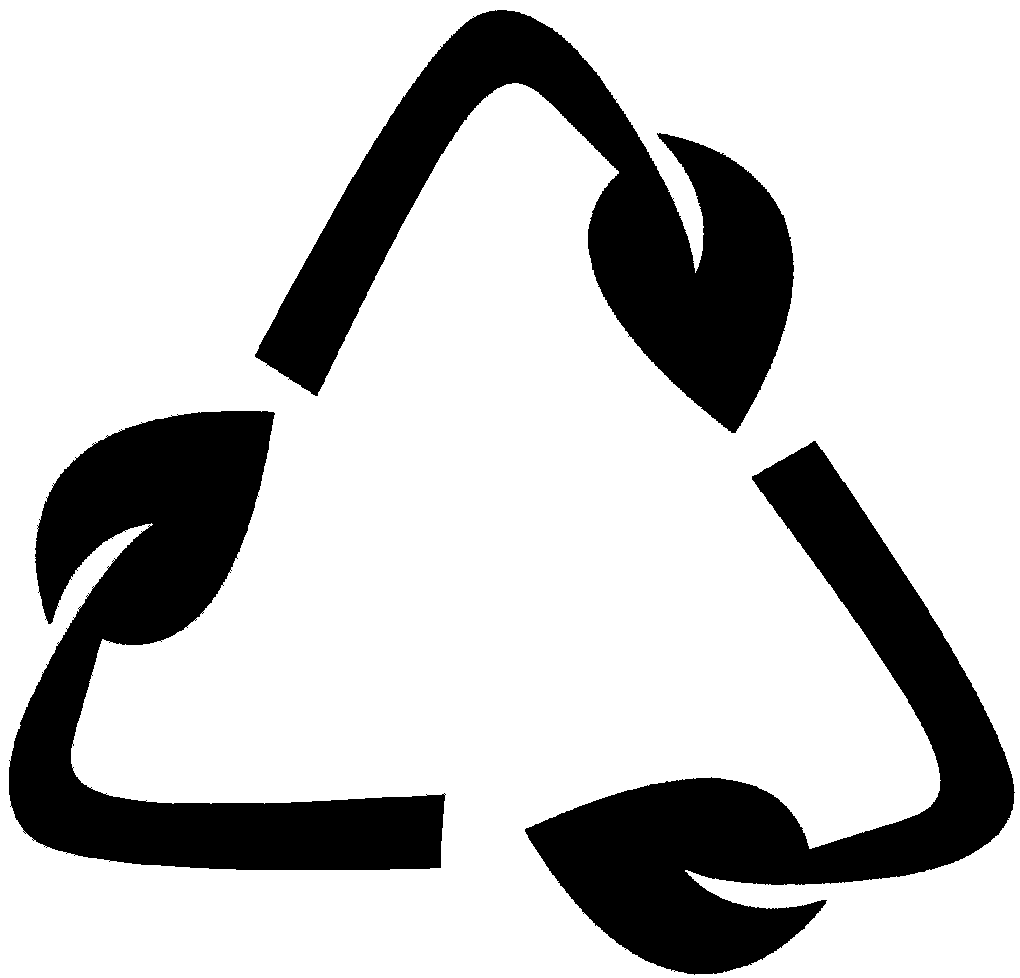

«Zero Waste Event» — це подія, направлена на зменшення твердих відходів від проведеного заходу; повторне використання різних елементів, наприклад, банерів; встановлення пунктів сортування для матеріалів, що підлягають вторинній переробці, такі як паперові стаканчики, пластикові пляшки та харчові відходи, що використовуються під час тої чи іншої події. Практикується як на масових спортивних заходах, так і на весіллях або вечірках.

## Передумови
Оскільки серед організацій та громад по всій країні сталість стає все більш прийнятою як концепція, ідея про події з нульовими відходами поширюється. До того ж, постійне розширення  інфраструктури вторинної переробки та комерційного компостування надає змогу пропонувати ці функції на заходах у багатьох місцях. Все частіше команда Zero Waste Event ділиться найкращими практиками, а також винаходять нові способи відводу матеріалів із сміттєвих полігонів.

## Стратегія
ZeeWee користується багатьма, якщо не всіма наступними стратегіями:
·       Скасування грошей за перемогу в забігах на користь надісланих електронною поштою спонсорських купонів для учасників;
·       Ліквідація розподілу комерційної води в пляшках на користь водяних станцій та компостувальних стаканчиков;
·       Закупка переробленної продукції з інформацією про захід, від футболок до паперових виробів;
·       Надання знижок або пільг учасникам, які приїжджають на захід, використовуючи альтернативний транспорт.
Повторне використання обладнання для проведення заходів:
·       Багаторазові та стійкі до погодних умов банери та стенди;
·       Адаптовані панелі дати на банерах та покажчиках, таким чином використовуючи їх кожен рік;
Переробка матеріалів з проведеного заходу:
·       Багато предметів, від незабрудненого паперу, картону, скла, пластикових пляшок та брезентів, глечиків та алюмінієвих банок до гафрованих поліпропіленових знаків, можуть полягати переробці в залежності від послуг, доступних в даному муніципалітеті чи окрузі. Частіше ця послуга виходить дешевше, ніж утилізація самих предметів;
·       Наявність спеціальної групи з переробки на місці проведення заходу для спостереження за станціями утилізації та сортування матеріалів для максимального відведення відходів та зменшення забруднення.
·       У тих випадках, коли програми вимагають субсидій, організатори ZeeWee можуть використовувати «зелену плату», щоб допомогти просунути захід до стійкості, заплативши за скорочення відходів, покупку перероблених продуктів або, останнім часом, покупку компенсації викидів вуглецю.

## Олімпійські ігри 2012
Коли була подана заявка на Олімпійські і Паралімпійські ігри 2012 року в Лондоні, LOCOG, Оргкомітет Олімпійських та Паралімпійських ігор 2012 року в Лондоні, зобов'язався не тільки організувати найбільш спортивну подію в світі, але й провести перші по-справжньому стійкі Ігри. Головним в цьому відношенні була амбітна мета — відправити нуль відходів з місць проведення Ігор безпосередньо на звалище — те, чого ще не намагалися зробити раніше. У лютому 2012 була запущена ініціатива, щоб поділитися уроками, витягнутими з проведення ігор з нульовими відходами, з більш широкою спільнотою відходів і подій.

## Дізнавайтесь більше
https://www.heroic-productions.com/zero-waste-event/

https://www.zerowasteeurope.eu/wp-content/uploads/2016/12/Zero-Waste-Events.compressed.pdf

https://www.youtube.com/watch?v=ViWWcjSu2IE